# 高橋麻理
高橋 麻理（たかはし まり、1978年1月10日 - ）は、東京都出身の日本の女優。血液型はB型。身長157cm。特技は新体操。趣味は読書。以前はBigAppleに所属していた。

## 人物
- バスト：85cm
- ウェスト：58cm
- ヒップ：82cm
- 足の大きさ：23.5cm

## 主な出演作品

### 映画
- 新宿少年探偵団（1998年、松竹）
- SABU 〜さぶ〜（2002年、キネマ旬報社）

### 舞台
- ご長寿ねばねばランド
- リボンの騎士
- 二万7千光年の旅
- いちご畑よ永遠に
- アゲイン〜怪人二十面相の優しい夜〜
- エキスポ
- ゆきてかえらず〜稲上荘の寄るべない日々〜
- ユタカの月
- 新浄瑠璃 百鬼丸～手塚治虫『どろろ』より～ - 百鬼丸役（声）

### テレビ
- ズームイン!!朝!（日本テレビ、2001年6月 - 9月） - レギュラーキャスター
- TRYあんぐる（名古屋テレビ、2001年11月 - 2002年3月） - アングル・エンターテイメントキャスター
- SABU 〜さぶ〜（名古屋テレビ、2002年）
- きらきら研修医 第1・2話（TBS、2007年1月11日・18日）
- 土曜ワイド劇場「拘置所の女医」（テレビ朝日、2011年3月5日）
- 陽はまた昇る 第5話（テレビ朝日、2011年8月18日） - 刑事役
- 非公認戦隊アキバレンジャー 第2話（TOKYO MX・BS朝日、2012年4月） - ニュースキャスター役
- 相棒season11 第16話（テレビ朝日、2013年2月20日）- 大山直美 役
- 東京スカーレット〜警視庁NS係 第8話（TBS、2014年9月2日） - 藤井尚子 役

### CM
- みずほフィナンシャルグループ
- 紳士服トリイ
- さくらや

### ラジオ
- 広井王子アワー 孝宏・麻理のうナ玉（BSQR489）
- アナザーワールド